# كارلوس ريفيرو (لاعب كرة قاعدة)
كارلوس ريفيرو (بالإسبانية: Carlos Rivero) هو لاعب كرة قاعدة فنزويلي، ولد في 20 مايو 1988 في باركيسيميتو في فنزويلا.

## وصلات خارجية
- كارلوس ريفيرو على موقع دوري كرة القاعدة الرئيسي (الإنجليزية)
- كارلوس ريفيرو على موقع الدوري الياباني لكرة القاعدة (الإنجليزية)
- كارلوس ريفيرو على موقعبيزبول رفرنس.كوم (الدوري الرئيسي) (الإنجليزية)
- كارلوس ريفيرو على موقعبيزبول رفرنس.كوم (الدوري الثانوي) (الإنجليزية)
- كارلوس ريفيرو على موقع إي إس بي إن.كوم (أم.أل.بي) (الإنجليزية)
- كارلوس ريفيرو على موقع مشجعي الرسوم البيانية (الإنجليزية)